# NGC 4829
NGC 4829 (również PGC 44299) – galaktyka eliptyczna (E), znajdująca się w gwiazdozbiorze Panny. Odkrył ją w 1882 roku Wilhelm Tempel.
W bazie SIMBAD galaktyka ta została skatalogowana pod nazwą NGC 4823, zaś oznaczenie NGC 4829 nosi tam galaktyka PGC 44305.